# Atsushi Matsuura (Fußballspieler, 1981)
Atsushi Matsuura (japanisch 松浦 敦史 Matsuura Atsushi; * 28. Dezember 1981 in der Präfektur Aichi) ist ein ehemaliger japanischer Fußballspieler.

## Karriere
Matsuura erlernte das Fußballspielen in der Universitätsmannschaft der Hannan-Universität. Seinen ersten Vertrag unterschrieb er 2005 bei Tokushima Vortis. Der Verein spielte in der zweithöchsten Liga des Landes, der J2 League. Für den Verein absolvierte er zwei Ligaspiele. Ende 2006 beendete er seine Karriere als Fußballspieler.